# Rottleberode
Rottleberode là một đô thị ở Mansfeld-Südharz district, Saxony-Anhalt, nước Đức. Đô thị Rottleberode có diện tích 6,99 km².